# Palpares dispar
Palpares dispar är en insektsart som beskrevs av Navás 1912. Palpares dispar ingår i släktet Palpares och familjen myrlejonsländor. Inga underarter finns listade i Catalogue of Life.